# Mylabris aschnae
Mylabris (Eumylabris) aschnae – gatunek chrząszcza z rodziny oleicowatych i podrodziny Meloinae.

## Taksonomia
Gatunek ten został opisany w 2011 roku przez Dewananda Makhana i Somayeha Ezzatpanaha, a jego epitet gatunkowy pochodzi od imienia córki pierwszego z nich. Gatunek opisano na podstawie holotypu i serii 55 paratypów.

## Opis
Holotypowy samiec ma ciało długości 24,5 mm i szerokości 6 mm. Głowa z przydatkami, odnóża i przedplecze czarne. Trzeci człon czułków szerszy niż długi, a pozostałe 10 dłuższe niż szerokie. Przedplecze najszersze u podstawy, grubo punktowane, z dwoma dużymi płytkimi wgłębieniami: jednym pośrodku i drugim u nasady. Pokrywy ubarwione pomarańczowo z dwoma czarnymi poprzecznymi pasami i dwoma czarnymi kropkami w części przedniej. Na pokrywach obecne drobne punktowanie i czarne szczecinki. Pazurki stóp z zębem. Edeagus samca z dwoma zębami, wąski w wierzchołkowej ⅓ i z hakiem na wierzchołku.
Gatunek ten najbardziej zbliżony jest do M. minae i M. calida od których różni się wyglądem edeagusa.

## Występowanie
Chrząszcz palearktyczny, endemiczny dla Iranu. Podawany z ostanów Markazi i Semnan. Imagines spotykane są na kwiatach arbuza (Citrullus vulgaris), Alhagi maurorum, cykorii podróżnik (Cichorium intybus), przegorzanu (Echinops sp.) i Perovskia atriplicifolia.